# مرکز عملیات اضطراری
مرکز عملیات اضطراری یا مرکز کنترل عملیات یا اتاق بحران که در استاندارد بین‌المللی EOC نامیده می‌شود (مخفف عبارت انگلیسی: Emergency Operation Center)، یکی از مراکز مهم و استراتژیک در بحث مقابله با سوانح و بلایا می‌باشد. اتاق بحران فضایی است برای هدایت و نظارت بر انجام مأموریتها و تمامی فعالیت‌های مرتبط با سوانح در جهت بهبود کارایی نیروهای دخیل در عملیات و ارتقای کارایی آن‌ها و همچنین جمع‌آوری گزارش‌های مختلف از مراحل مختلف عملیات و تجزیه و تحلیل آنها. فعالیت‌های این مرکز در سه سطح مختلف دسته‌بندی می‌شوند:
- وضعیت سبز: پایش فعالیت‌های پیشین و نظارت بر عملکرد روزانه نیروهای عمل‌کننده
- وضعیت زرد: آمادگی نسبی نیروها و اقدام فوری در صورت نیاز
- وضعیت قرمز: اعلام شرایط اضطراری و فعال‌سازی کامل نیروهای موردنیاز

پس از بروز حوادث و سوانح بزرگ در کشورهای مختلف و احساس نیاز به ایجاد ساختارهای سازمانی، مراکزی به منظور مدیریت و هدایت عملیات امداد و نجات در دهه 80 میلادی ایجاد گردید و پس از بروز آتش سوزی‌های شدید در سازمان‌های امدادی ایالات متحده، شاهد طراحی و اجرای سامانه‌های فرماندهی سانحه (ICS) بودیم. این ساختارها به منظور تأمین مدیریت واحد در صحنه حادثه و با مشارکت تمام سازمان‌های عملیاتی و امدادی طراحی و تا به امروز و در بروز حوادث بزرگ و کوچک در سطوح مختلف بهبود یافته‌است.
پس از فعالیت سامانه فرماندهی سانحه (ICS)، مدیران و فرماندهان عملیات اضطراری به منظور پاسخگویی به نیاز سازمان‌های همکار و پشتیبان، فقدان فضا و زیر ساختی مناسب به منظور استقرار، نظارت و در صورت نیاز هدایت عملیات امداد و نجات در خارج از مناطق حادثه دیده را به عنوان یک مسئله و موضوع مهم مورد نظر قرار دادند. این نیاز منجر به ایجاد و تشکیل مراکز عملیات اضطراری (EOC) در سطوح مختلف در اوایل دهه 90 میلادی و پس از بروز آتش سوزی‌های عظیم مناطق شمالی ایالات متحده و جنوب کانادا گردید.
در ایران نیز، پشت سرگذاشتن حوادثی همچون زمین لرزه‌های بوئین زهرا (1341)، طبس (1357)، رودبار و منجیل (1369)، قائنات و بیرجند (1375)، اردبیل (1375)، چنگوره (1381)، بم (1382) و سایر حوادث مشابه منجر به کسب تجربیات فراوان در فرآیند مدیریت امداد و نجات برای دست اندرکاران حوزه مدیریت حوادث و سوانح و عملیات امداد و نجات در کشورمان گردید. کسب تجربیات عملی و پیشرفت‌های علمی گسترده در حوزه مدیریت حوادث و سوانح در کشور ایران بخصوص پس از زمین لرزه بم، منجر به احساس نیاز به توسعه و بهبود دانش و ساختار سازمان‌های امدادی و پاسخگو به سوانح کشور در سال‌های قبل گردیده‌است. بر این اساس و با توجه به مسئولیت جمعیت هلال احمر در زمینه ارائه خدمات امداد و نجات در حوادث و سوانح مختلف و بر پایه طرح جامع امداد و نجات کشور، در سال 1388 در ساختار سازمان امداد و نجات واحدی ستادی با عنوان «مدیریت کنترل و هماهنگی عملیات» و در جمعیت هلال احمر در استان‌های کشور با عنوان «مرکز کنترل و هماهنگی عملیات» پیش‌بینی و اقدامات لازم به منظور ایجاد و توسعه آن‌ها آغاز گردید. شاید در نگاه اول این گونه به نظر بیاید که دو ساختار ICS و EOC کاملاً شبیه یکدیگر بوده و کارکرد مشابه دارند. اما باید توجه کرد که سامانه فرماندهی سانحه (ICS) کاملاً عملیاتی، در حالی که مرکز عملیات اضطراری (EOC) کاملاً ستادی می‌باشد.